# Olivet (Loiret)
Olivet è un comune francese di 20 463 abitanti situato nel dipartimento del Loiret nella regione del Centro-Valle della Loira.
Il territorio comunale è bagnato dalle acque del fiume Loiret.

## Società

### Evoluzione demografica
Abitanti censiti

## Amministrazione

### Gemellaggi
- Fakenham, Regno Unito
- Bad Oldesloe, Germania